# Jüdischer Friedhof (Frücht)

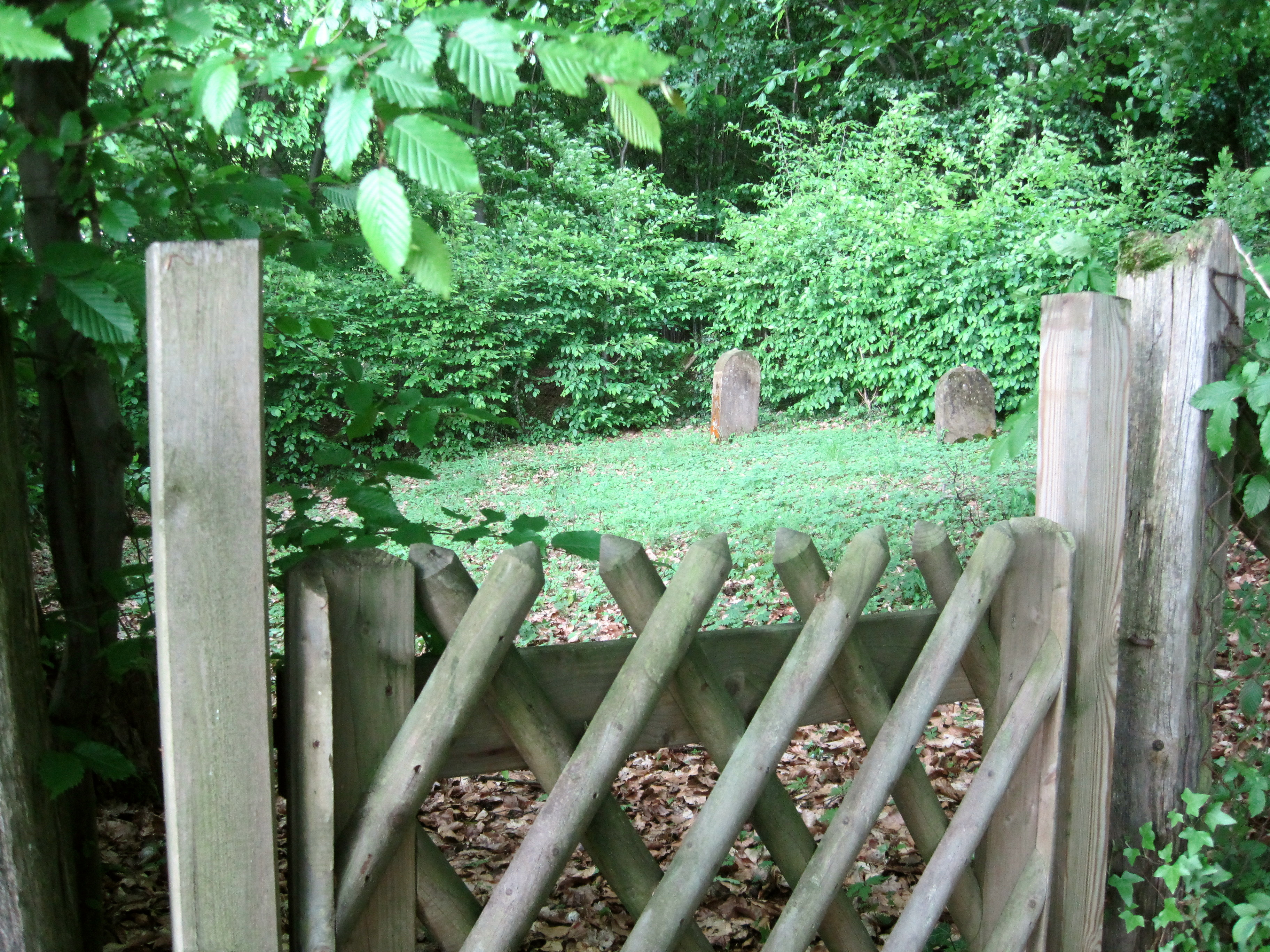
Eingang zum jüdischern Friedhof in Frücht

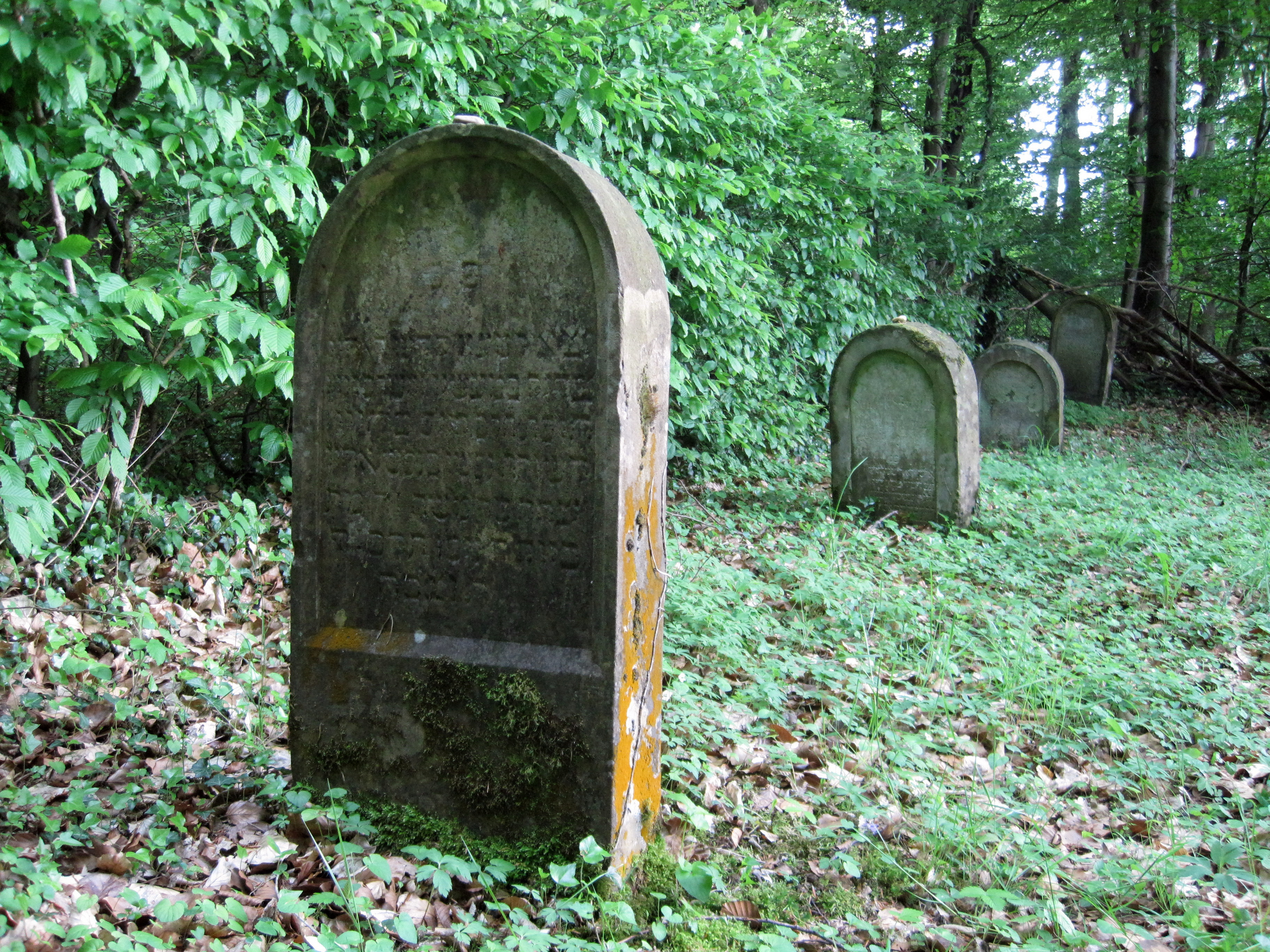
Grabsteine

Der Jüdische Friedhof in Frücht, einer Ortsgemeinde im Rhein-Lahn-Kreis in Rheinland-Pfalz, ist ein geschütztes Kulturdenkmal. Er umfasst 1,50 Ar und befindet sich oberhalb der evangelischen Kirche; von einer kleinen Anlage gehen zwei Wege aus. Man folgt dem linken bis zum Wald und kommt zu dem kleinen eingezäunten Friedhof.
Der jüdische Friedhof in Frücht wurde 1813 im sogenannten Judenwald angelegt. Heute sind noch sechs Grabsteine (Mazewot) vorhanden.